# کلانژیوکارسینوما
کلانژیوکارسینوما (به انگلیسی: Cholangiocarcinoma) همچنین به نام سرطان مجرای صفراوی (به انگلیسی: bile duct cancer) سرطانی است که در مجرای صفراوی شکل می‌گیرد. نشانه‌های این بیماری شامل درد شکمی، یرقان، کاهش وزن، خارش و تب می‌باشند. رنگ روشن مدفوع یا رنگ تیره ادرار نیز می‌توانند دیده شوند. سایر سرطان‌های مجرای صفراوی شامل سرطان کیسه صفرا و آمپول واتر می‌باشند.
عوامل خطر بیماری شامل کلانژیت اسکلروزیس اولیه (نوعی بیماری التهابی مجرای صفراوی)، کولیت زخمی، سیروز، هپاتیت سی، هپاتیت ب، ابتلا به برخی فلوک‌های کبد و برخی ناهنجاری‌های مادرزادی می‌باشند. با این حال بیشتر بیماران هیچ نشانهٔ قابل تشخیصی را بروز نمی‌دهند. تشخیص شامل آزمایش خون، تصویربرداری پزشکی، آندوسکوپی و جراحی می‌باشد. تأیید وجود بیماری توسط مشاهده میکروسکوپی سلول‌های توموری انجام می‌شود. این سرطان از نوع آدنوکارسینوم (سرطان غدد و بافت‌های ترشح کننده موسین) است.

کلانژیوکارسینوما معمولاً در زمانی که تشخیص داده می‌شود غیرقابل درمان است. در این موارد مراقبت‌های تسکینی شامل جراحی حذف قطعه ای، شیمی‌درمانی، پرتودرمانی و استنت انجام می‌گردند. در حدود یک سوم موارد مجرای صفراوی مشترک و در موارد کمتر شایعی در ساید مناطق مجرای صفراوی، تومور را می‌توان با جراحی خارج نمود. حتی در موارد جراحی موفق هم شیمی درمانی و پرتودرمانی توصیه می‌شوند. در برخی موارد خاص هم جراحی شامل پیوند کبد می‌باشد. حتی پس از جراحی موفق، احتمال بقای ۵ ساله کمتر از ۵۰ درصد است.

کلانژیوکارسینوما بیماری نادری در جهان غرب به‌شمار می‌رود و میزان ابتلا به آن ۰٫۵–۲ نفر در هر ۱۰۰٬۰۰۰ نفر در سال است. این میزان در جنوب شرق آسیا که فلوک کبدی شایع می‌باشد بالاتر است. در برخی نقاط تایلند این میزان به ۶۰ نفر در هر ۱۰۰٬۰۰۰نفر در سال می‌رسد. سن شایع ابتلا به این بیماری در دهه هفتادم زندگی است اگرچه مبتلایان به کلانژیت اسکلروزیس اولیه در دهه ۴۰ زندگی بروز می‌یابد. اخیراً ابتلا به کلانژیوکارسینوما در کبد در غرب افزایش یافته‌است.

## علائم و نشانه‌ها

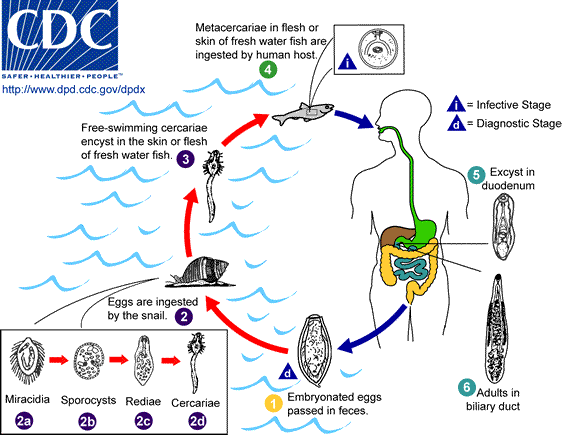
تصویر چرخه کلانژیوکارسینوما

رایج‌ترین نشانه‌های بالینی بیماری شامل نتایج غیرعادی در آزمون عملکرد کبد، یرقان (زرد شدن چشم و پوست بر اثر انسداد مجاری صفراوی توسط تومور)، درد شکمی (۵۰٪-۳۰٪)، خارش بدن(۶۶٪)، کاهش وزن(۵۰٪-۳۰٪) و تغییر رنگ ادرار و مدفوع می‌باشند. بسته به محل تومور علائم می‌توانند متفاوت باشند. برای مثال در افرادی که تومور خارج کبد می‌باشد احتمال یرقان بیشتر است درحالی که در افرادی که تومور در کبد قرار دارد، احتمال درد بدون یرقان بیشتر است.
تست‌های عملکرد کبدی در افراد مبتلا به کلانژیوکارسینوما یک «تصویر انسدادی» همراه با افزایش بیلی‌روبین، آلکالین فسفاتاز و گاما گلوتامیل ترانس پپتیداز و سطح نسبتاً طبیعی ترانس‌آمیناز را نشان می‌دهند. این یافته‌ها انسداد مجاری صفراوی را مطرح می‌کنند.

## میزان بقا
در صورت درمان در مراحل اولیه بیماری، میزان بقای ۵ ساله ۳۰٪ می‌باشد.
احتمال بقای بیمار به مکان شروع و مراحل پیشرفت سیر بیماری بستگی دارد. این مراحل شامل:
- موضعی:فقدان نشانه ای از گسترش بیماری به خارج از مجرای صفراوی
- متاستاز در ناحیه: گسترش بیماری به غدد لنفاوی نزدیک به مجرای صفراوی
- متاستاز به نقاط دیگر: گسترش بیماری به سایر نقاط بدن مثل ریه.

در صورتی که بیماری از کبد شروع شده باشد
| مرحله بیماری         | بقای ۵ ساله |
| -------------------- | ----------- |
| موضعی                | ۲۴٪         |
| متاستاز در ناحیه     | ۶٪          |
| متاستاز به نقاط دیگر | ۱٪          |

درصورتی که بیماری از خارج کبد شروع شده باشد
| مرحله بیماری         | بقای ۵ ساله |
| -------------------- | ----------- |
| موضعی                | ۱۳٪         |
| متاستاز در ناحیه     | ۱۷٪*        |
| متاستاز به نقاط دیگر | ۱٪          |

- در حالتی که بیماری خارج از کبد ایجاد شده باشد، میزان بقا در صورت متاستاز در ناحیه بیشتر از حالت موضعی است.[۱۴]